# Ligne de Portet-Saint-Simon à Puigcerda (frontière)
La ligne de Portet-Saint-Simon à Puigcerda (frontière), parfois dénommée Transpyrénéen Oriental, est une voie ferrée secondaire du sud de la France. Elle relie Portet-sur-Garonne, situé au sud de Toulouse, sur la ligne de Toulouse à Bayonne, à Latour-de-Carol et Puigcerdà, villes situées de part et d'autre de la frontière espagnole, en Cerdagne. Elle constitue la ligne 672 000 du réseau ferré national français.
La traversée des Pyrénées par chemin de fer, pour établir des relations entre la France et l'Espagne, donne lieu en 1865 à la création d'une commission mixte franco-espagnole. Elle va étudier douze projets, le onzième : « de (Toulouse) Ax-les-Thermes à Ripoll (province de Barcelone) par le col du Puymorens et la Cerdagne » est l'un des trois retenus, appelé ensuite « itinéraire oriental » ou « Pyrénéen oriental », la ligne de Portet-Saint-Simon à Puigcerdà (frontière) représente la partie française de cette relation internationale.
Elle est parcourue quotidiennement par un train Intercités de nuit, reliant Paris à Latour-de-Carol, et par des TER de Toulouse à Pamiers, Foix, Ax-les-Thermes et Latour-de-Carol. Le tronçon Latour-de-Carol – Puigcerdà comporte deux voies : une voie à écartement standard et une voie à écartement espagnol ; il est parcouru quotidiennement par les trains Rodalies R3 de Catalogne, exploités par la Renfe.

## Histoire

### Chronologie des ouvertures
- De Toulouse à Pamiers, le 19 octobre 1861[4]
- De Pamiers à Foix, le 7 avril 1862[4]
- De Foix à Tarascon, le 20 août 1877[4]
- De Tarascon à Ax-les-Thermes, le 22 avril 1888[4]
- D'Ax-les-Thermes à Latour-de-Carol, le 22 juillet 1929[4]
- De Latour-de-Carol à Puigcerdà, le 5 juin 1928

### De Toulouse à Foix

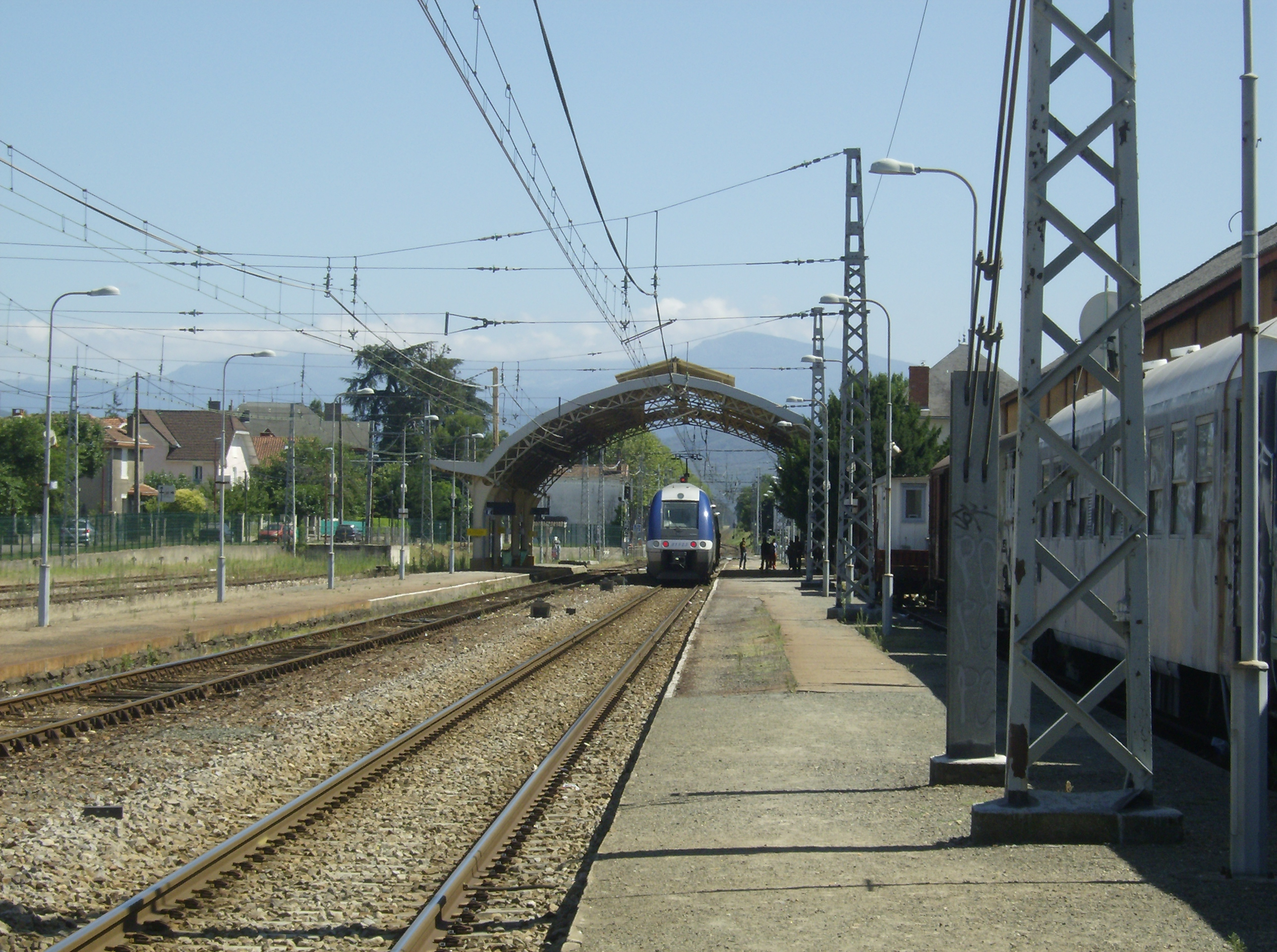
Passage en gare de Pamiers.

En 1846, les projets de chemins de fer abondent, T. Lebens dans son Mémoire sur les chemins de fer des Pyrénées présente un projet de tracé de la ligne de Toulouse à Foix et à Tarascon, commune avec la ligne de Toulouse à Bayonne jusqu'au Portet où elle bifurque en franchissant la Garonne pour se diriger vers Auterive. La ligne de Portet-Saint-Simon à Foix est déclarée d'utilité publique en même temps que la ligne de Toulouse à Bayonne sur laquelle elle s'embranche par un décret impérial le 23 octobre 1856. La description initiale, proche du tracé définitif, trouve sa concrétisation dans la convention signée par le ministre de l'agriculture du commerce et des travaux publics avec la Compagnie des chemins de fer du Midi et du Canal latéral à la Garonne le 1er août 1857. L'article premier comporte une liste de chemins de fer, la ligne de Toulouse à Bayonne et son embranchement sur Foix est le numéro un de cette liste. La convention est approuvée par le décret impérial du 1er octobre 1857.

### De Foix à Ax-les-Thermes

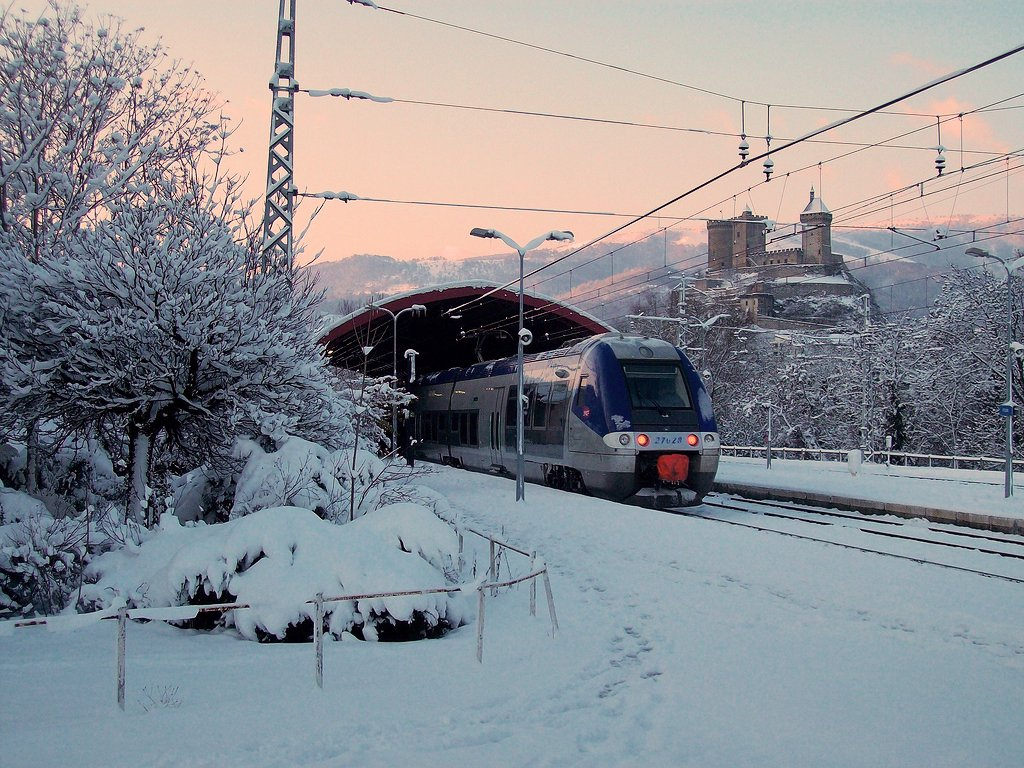
Passage en gare de Foix.

La section de Foix à Tarascon est concédée à la Compagnie des chemins de fer du Midi et du Canal latéral à la Garonne par une convention signée entre le ministre de l'Agriculture, du Commerce et des Travaux publics et la compagnie le 10 août 1868. La convention est approuvée par un décret impérial à la même date.
Le tronçon de ligne entre Tarascon-sur-Ariège et Ax-les-Thermes est déclaré d'utilité publique et concédé à la Compagnie des chemins de fer du Midi et du Canal latéral à la Garonne par une loi le 14 décembre 1875.

### D'Ax-les-Thermes à la frontière avec l'Espagne

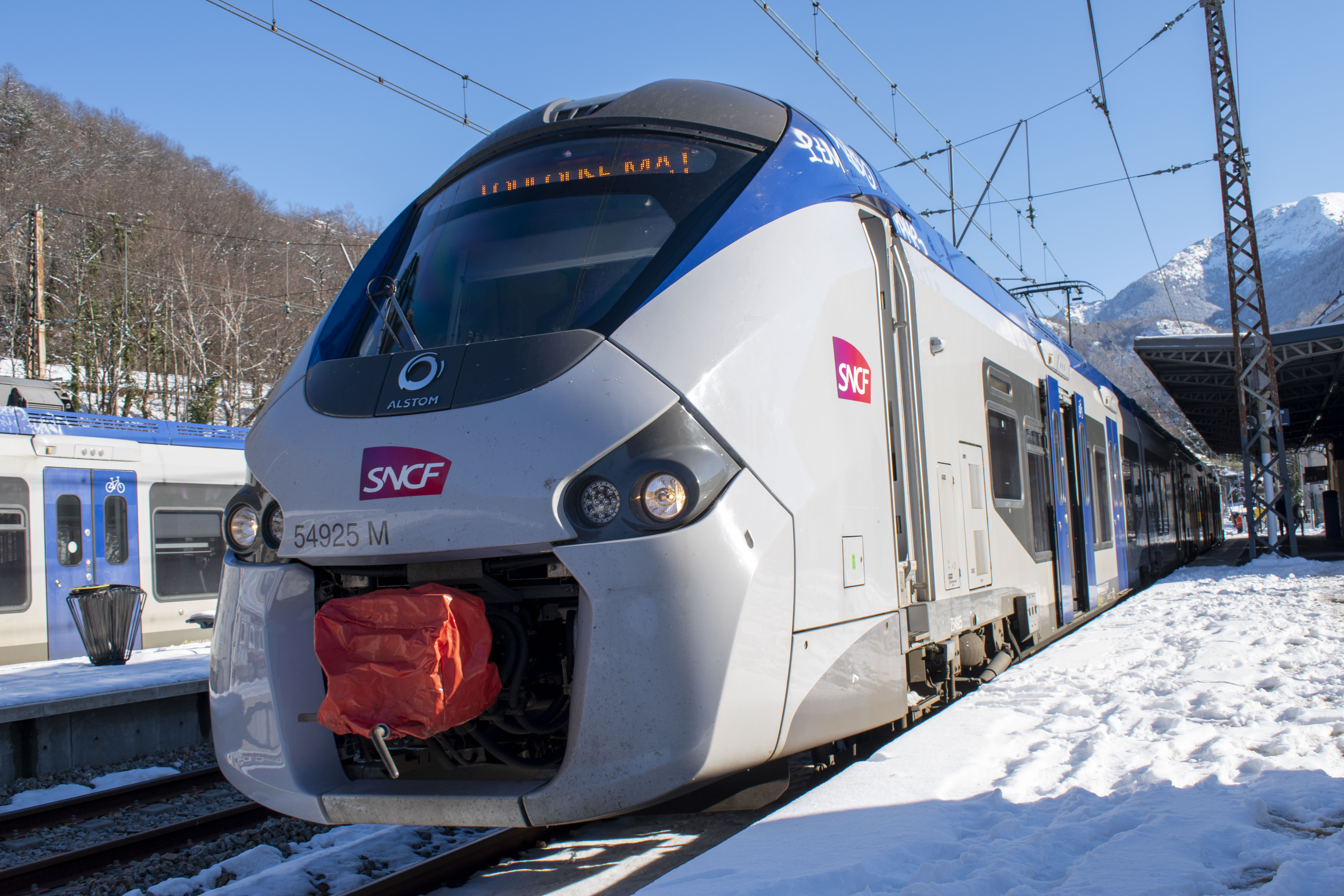
Passage en gare d'Ax-les-Thermes.

La partie internationale de la ligne a fait l'objet d'une convention internationale entre la France et l'Espagne signée le 18 août 1904. Cette convention a été approuvée par une loi le 10 janvier 1907 et promulguée par un décret le 6 février 1907.
Le 12 avril 1907 l'avant projet pour un « chemin de fer d'Ax-les-Thermes à la frontière d'Espagne » est approuvé par décision ministérielle.
Le tronçon d'Ax-les-Thermes à la frontière espagnole a été concédé à la compagnie des chemins de fer du Midi par une convention signée avec le ministre des Travaux publics le 20 juin 1907. La convention a été approuvée et le tronçon de ligne d'Ax-les-Thermes à la frontière espagnole a été déclaré d'utilité publique par une loi le 2 août 1907.
Dès la ligne achevée, elle fut utilisée pour acheminer le minerai de fer de la mine de Puymorent exploitée dès le Moyen Âge. Il était transporté par câble jusqu'à la gare de l'Hospitalet.

#### Problème d'adhérence[13]
La section de ligne Ax-les-Thermes – Latour-de-Carol présente un profil difficile avec une vitesse limitée à 60 km/h pour les trains de voyageurs et à 50 km/h pour les trains de fret. La pente y atteint 40 / 1000 ce qui constitue une valeur extrême sur le réseau ferré national (RFN). De nombreux tunnels en ponctuent le tracé qui est, de plus, très sinueux. Cette situation occasionne de fréquents problèmes d'adhérence pour les trains qui parcourent cette ligne en hiver, à cause de ses conditions climatiques (neige, gel).

## Infrastructures

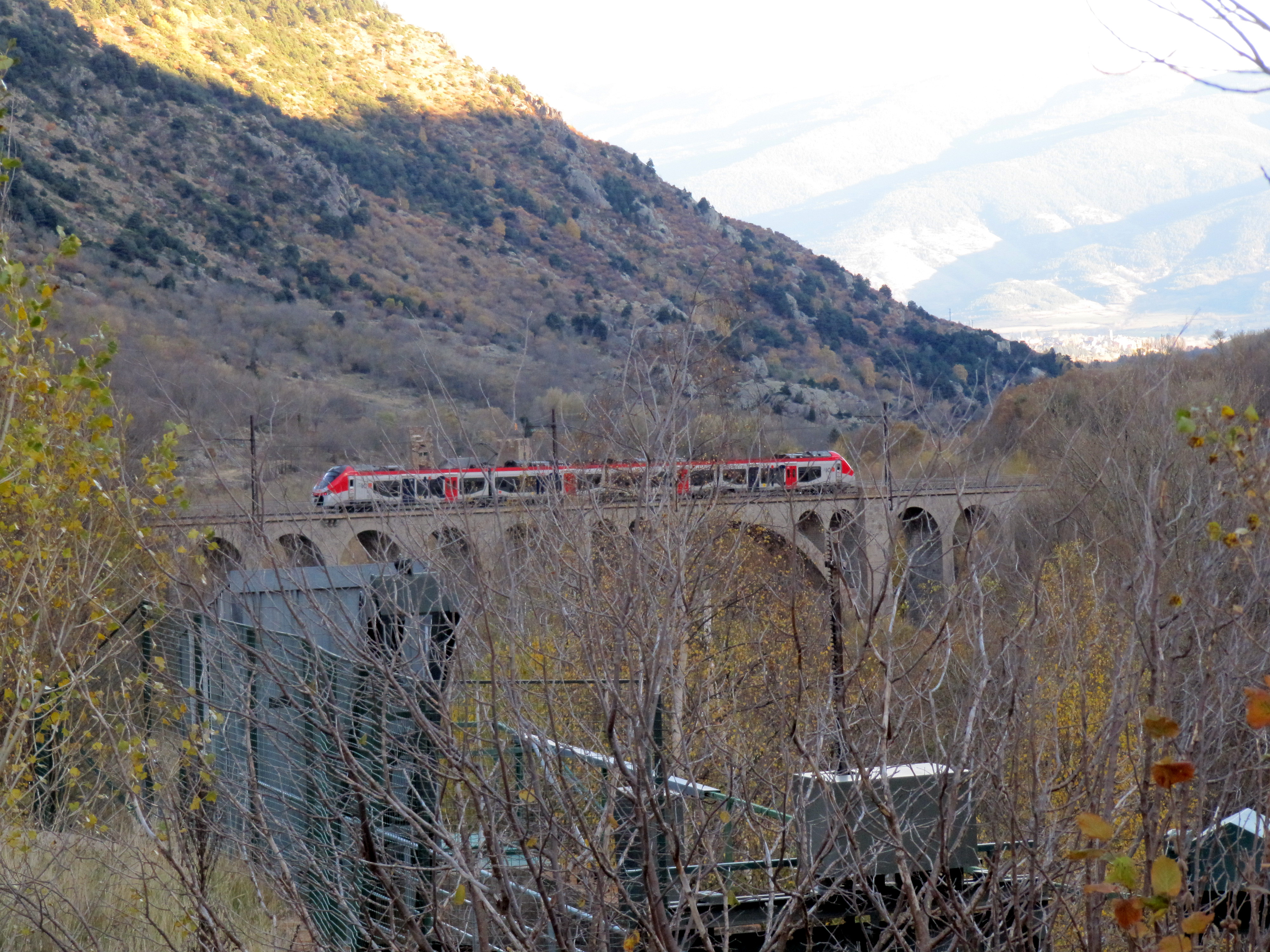
TER, assuré par une rame Régiolis, franchissant le viaduc de Carol à Porta.

Sur la plupart des bâtiments voyageurs, on peut lire encore l'indication de l'altitude, gravée dans un bloc de pierre (parfois est précisé : altitude du rail). Lors du passage aux arrêts non desservis, il est parfois difficile de relever l'altitude, le bloc de pierre peut être aussi caché par de la végétation. Ces altitudes sont inexactes aujourd'hui car le système de nivellement est maintenant différent (IGN-69).
La ligne est électrifiée en 1 500 V CC par le biais de sept sous-stations. La puissance électrique se révélant trop faible pour engager notamment des unités multiples de Z 56300, deux nouvelles sous-stations seront construites à Venerque - Le Vernet et Saverdun pour une livraison courant 2020.
Le tunnel hélicoïdal de Saillens présente une curiosité technique comme, dans une moindre mesure, le tunnel de Runac-Berduquet constitué deux tunnels fusionnés,.

## Matériel roulant

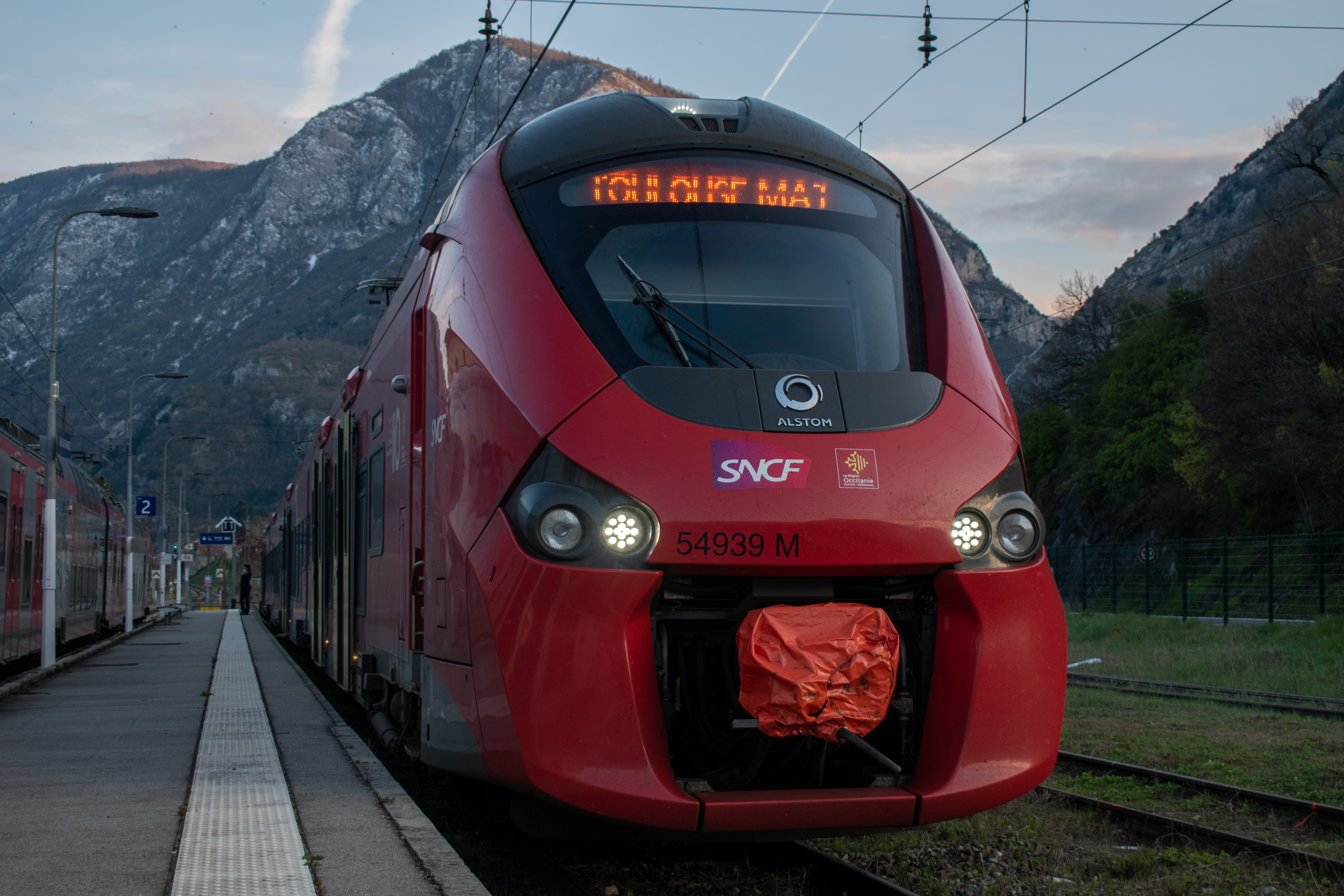
Une rame Régiolis en gare de Tarascon-sur-Ariège

Les liaisons TER sont assurées par les automotrices électriques Z 27500 (AGC électrique) qui ont succédé, au cours des années 2000, aux automotrices électriques Z 7300 et aux RRR tractées ou poussées par des locomotives BB 8500. En 2017, certaines liaisons sont assurées par des automotrices Z 54900 (Régiolis).
Depuis 2020, les AGC ont intégralement laissé place aux Régiolis et Régio 2N. Seules les Régiolis Z 54900 montent jusqu'à Latour-de-Carol . Les Régio 2N et les Régiolis B 83500 sont limités à Ax-les-Thermes.
Les AGC se font très rares sur cette ligne et sont utilisés qu'en cas de manque de Régiolis et Régio 2N. Ils ne sont plus aptes après Foix n'ayant plus leur pantographe pour la caténaire midi.[Qui ?]
La liaison directe de Latour-de-Carol à Paris est assurée par les voitures Corail de nuit ; ces trains sont appelés Lunéa à la fin des années 2000, puis Intercités de nuit depuis 2012. En 2022, le départ du train de nuit à Latour-de-Carol - Enveitg est à 19 h 16 et à 21 h 29 depuis Paris-Austerlitz.

## Circulations

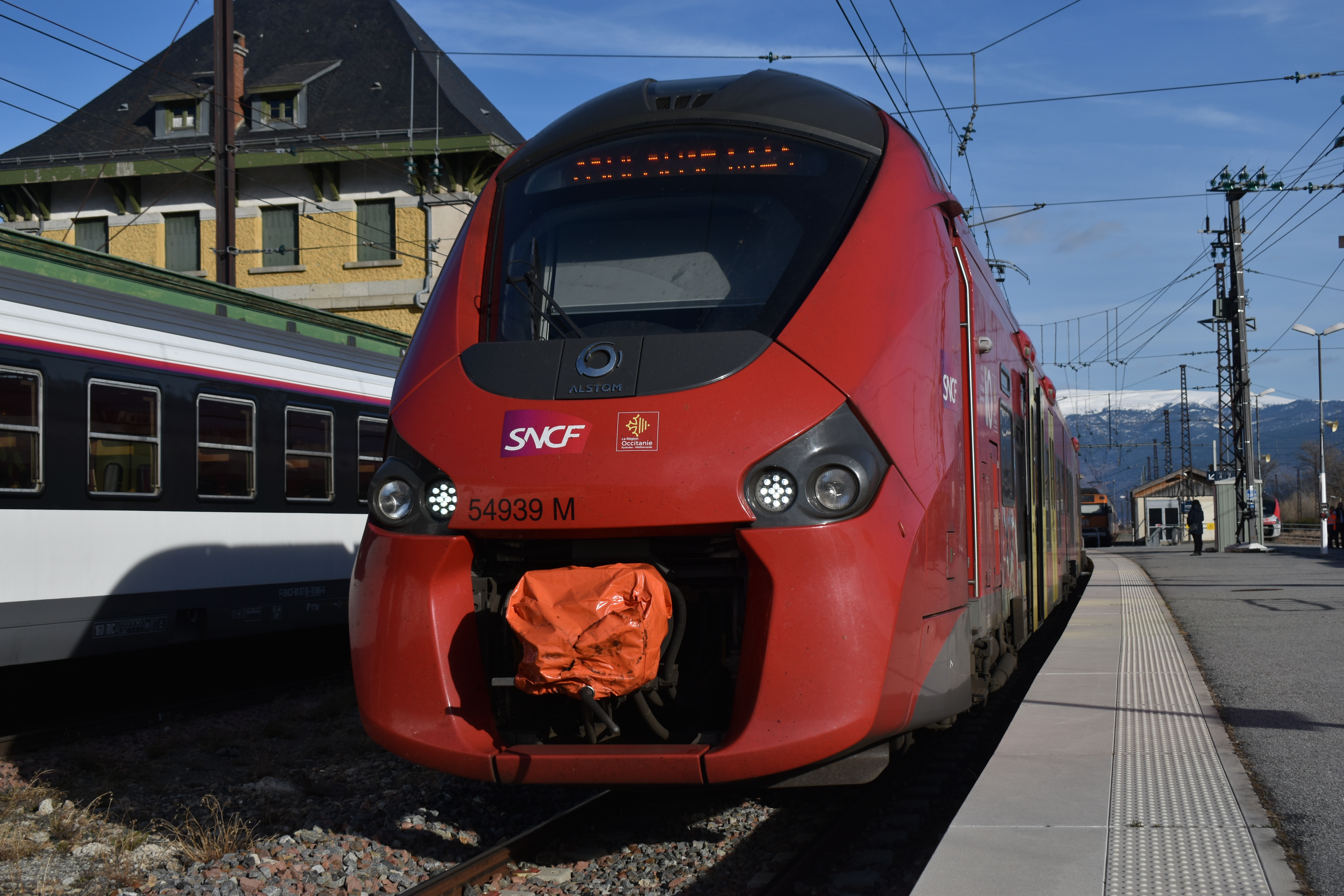
Une rame Régiolis en gare de Latour-de-Carol Enveitg

Depuis 1967, la desserte des trains français s'arrête à Latour-de-Carol. En effet, bien que la voie à écartement normal continue jusqu'à Puigcerdà (du côté espagnol de la frontière), en étant toujours armée et électrifiée depuis Latour-de-Carol, seule la voie dite ibérique, dont l'écartement est plus large de 23,3 cm, relie encore les deux états en service commercial. La correspondance avec les convois espagnols (Renfe) s'effectue donc à la gare de Latour-de-Carol - Enveitg, qui a ainsi un statut de gare internationale. Les trains concernés, faisant partie des Rodalies de Catalunya (ligne R3), poursuivent leur trajet bien au-delà de la gare de Puigcerdà, puisqu'ils atteignent leur terminus à L'Hospitalet de Llobregat ; circulant 4 à 5 fois par jour, ils passent notamment par Ripoll, Vic et Barcelone, pour un plein tarif de 12 € (en 2010).

## Problématiques

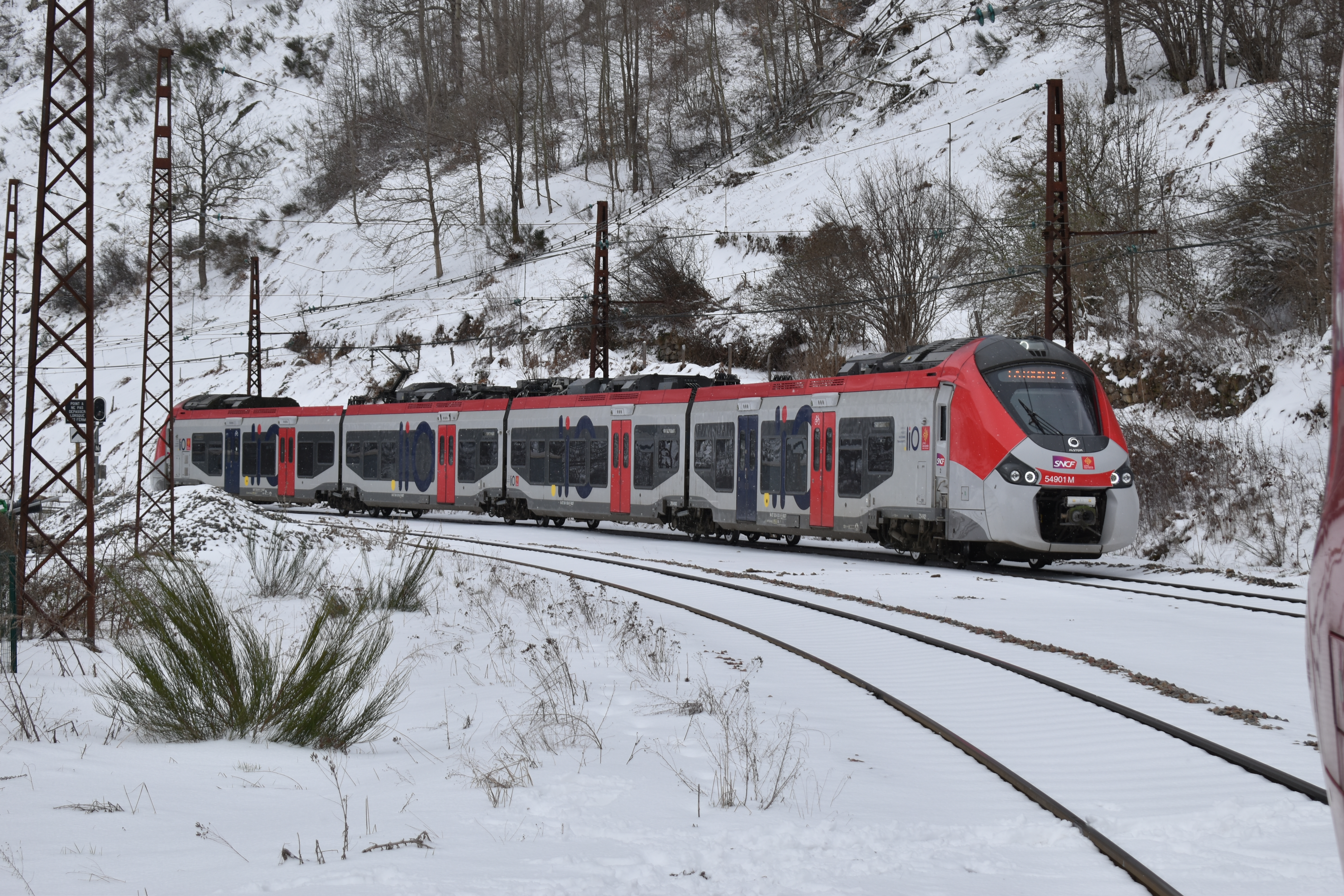
Une rame Régiolis en gare de Mérens-les-Vals.

Cette ligne constitue un tronçon d'une liaison entre Toulouse et Barcelone, mais un changement de train est nécessaire à Latour-de-Carol et le trajet dure de 6 à 7 h entre les deux villes. Son intérêt s'est fortement réduit avec la mise en service d'une relation TGV directe, en 3 h 20, entre Toulouse et Barcelone par Perpignan fin 2013 (une liaison quotidienne), circulant toutefois uniquement de début avril à fin septembre (depuis 2016).
La ligne pâtit aussi du manque de coopération entre la SNCF et les régions autonomes espagnoles, l'exploitant français affiche les horaires des trains et vend des titres de transports pour les liaisons nationales espagnoles mais pas pour les liaisons régionales pilotées comme en France par les régions autonomes. Il n'est donc ni possible pour un voyageur français de réserver ses billets pour Barcelone par ce tronçon, ni de consulter les horaires des trains espagnols en correspondance à Latour-de-Carol (bien que ce trajet soit moins coûteux que la liaison rapide par Perpignan).